# Saccagnana
Saccagnana è una frazione (talvolta indicata come «contrada») del comune di Cavallino-Treporti, nella Città metropolitana di Venezia, in Veneto.

## Geografia
Il piccolo centro sorge su un’isola-barena della Laguna di Venezia settentrionale, lungo l’omonimo canale di Saccagnana, a nord-ovest di Treporti e a sud-est di Mesole. È collegato alla terraferma tramite la strada panoramica che conduce verso Lio Piccolo.

## Storia
I primi documenti che citano Saccagnana risalgono all’inizio dell’XI secolo; il toponimo compare come «Sacca Magna», a indicare una vasta insenatura lagunare destinata alla coltivazione del sale.  
L’insediamento stabile si formò nel XVI secolo, quando vennero bonificate alcune barene e costruita una cappella dedicata alla Santissima Trinità, poi trasformata nell’oratorio della Madonna del Carmine.  
Studi geomorfologici e archeologici confermano la presenza, nell’area di Saccagnana, di tracce d’età protostorica, romana e altomedievale, in continuità con i siti di Lio Piccolo e Torcello.

## Monumenti e luoghi di interesse
- Oratorio di Santa Maria del Carmine – chiesetta seicentesca in stile rurale lagunare; conserva una statua lignea settecentesca della Madonna portata in processione durante la sagra estiva.[5][1]
- Villa (Casa padronale) Zanella – edificio secentesco a pianta quadrangolare con scalone monumentale, raro esempio di villa veneta in ambito lagunare.[5]
- Il complesso rurale del Prà di Saccagnana (corte chiusa, granai, stalle) rappresenta un modello di insediamento agricolo lagunare fra Sei e Settecento, oggi restaurato a fini culturali e turistici.[5]

## Cultura e tradizioni
Ogni seconda settimana di luglio si svolge la Sagra del Carmine, popolarmente detta «dea Sucheta» (dal nome dialettale della prugna gialla tipica della zona). Il momento centrale è la regata remiera «Regata dea Sucheta», tradizionale competizione di voga alla veneta lungo il canale Pordelio.